# Можгинський автобус
Можги́нський авто́бус — транспортне господарство в місті Можга, що в Удмуртії, Росія, що представлений міськими маршрутами автобусів.
Через невелику площу території міста кількість маршрутів всього 6, але вони охоплюють майже всю територію міста:
| № | Карта | Опис маршруту |
| - | ----- | --- |
| 1 |       | Консервний завод → вул. Сюгаїльська → Лікарня → вул. Леніна (назад по вул. Радянській) → вул. Наговіцина → Центр → вул. Наговіцина → вул. Весняна                                                                                        |
| 2 |       | вул. Дзержинського → вул. Дорожня → вул. Можгинська → вул. Червона → вул. Лісова → вул. Бистирх → вул. Фалалеєва → селище Восточний |
| 3 |       | Лікарня → вул. Сюгаїльська → вул. Леніна (назад по вул. Радянській)→ вул. Наговіцина → Центр → вул. Можгинська → вул. Першотравнева → вул. Праці → вул. Азіна → провул. Жовтневий → бул. Свердловський → вул. Залізнична → М'ясокомбінат |
| 4 |       | Центр → вул. Можгинська → вул. Устюжанина → провул. Північний → вул. Північна → вул. Заводська → вул. 8 березня → Звіроферма |
| 5 |       | Лікарня → вул. Сюгаїльська → вул. Леніна (назад по вул. Радянській)→ вул. Наговіцина → Центр → вул. Пролетарська → вул. Нафтовиків → вул. Можгинська                                                                                     |
| 6 |       | Центр → вул. Можгинська → вул. Першотравнева → бул. Лучна → вул. Ліспромгоспу → Водоканал |